# 周頌聲 (光緒進士)
周頌聲（？—？），字理谦，号莲舫，廣東省廣州府順德縣人，清朝政治人物。進士出身。
光緒十五年（1889年）己丑恩科廣東鄉試第一名舉人。光緒十八年（1892年），参加光緒壬辰科殿試，登二甲93名進士。同年五月，改翰林院庶吉士。光緒二十年四月，散館，著以知县即用，后官至廣西思南府知府。